# Кобешчак, Зденко
Зденко Кобешчак (хорв. Zdenko Kobeščak; род. 3 декабря 1943, Загреб, Югославия) — югославский футболист, полузащитник.

## Карьера

### Клубная карьера
Во взрослом футболе Кобешчак дебютировал в 1962 году в составе загребского «Динамо» в матче против белградского «Партизана», но дальнейшей его карьере в клубе помешали травмы.
Кобешчак сыграл в обоих матчах финала Кубка Ярмарок 1963 года.
В 1967 году перешёл в ФК «Загреб», где принял участие в трёх матчах, а в 1968 году стал игроком клуба «Марибор».
В 1971 году перешёл во французский «Ренн», где принял участие в 20 матчах. Завершил карьеру футболиста в 1973 году.

### Карьера в сборной
В 1963 году дебютировал в официальных матчах в составе национальной сборной Югославии в товарищеском матче против сборной Румынии. Последний раз сыграл за сборную в товарищеском матче против СССР в 1964 году.
Всего в составе сборной принял участие в 2 матчах, не забив ни одного гола.